# حريق سورت 2019
حريق سورت 2019 حريق وقع في 24 مايو 2019 في مجمع تجاري به مركز تدريب في منطقة سارثانا بمدينة سورت في ولاية كجرات الهندية. أسفر الحريق عن وفاة 20 طالبًا وإصابة آخرين.